# Felsőszentiván
Felsőszentiván (németül: Ober-Sankt-Iwan) község Bács-Kiskun vármegye Bajai járásában.

## Fekvése
Felsőszentiván Bács-Kiskun várfmegye déli részén fekszik, Bajától 18 kilométerre keletre.
A szomszédos települések: észak felől Borota, északkelet felől Jánoshalma, kelet felől Tataháza és Mátételke, dél felől Bácsbokod, nyugat felől Csávoly, északnyugat felől pedig Rém; területe délnyugat felől egy rövid szakaszon még Baja határszélével is érintkezik.

### Megközelítése
Legfontosabb közúti megközelítési útvonala az 55-ös főút, amely végighalad a központján, annak főutcájaként. Rémmel az 54 117-es számú mellékút köti össze, és érinti még a határát egy-egy rövid szakaszon a Kiskunhalas-Jánoshalma-Csávoly útvonalon húzódó 5412-es út, illetve a Csávoly-Bácsbokod-Csátalja közti 5505-ös út is.

## Története
Felsőszentiván Árpád-kori település. Nevét 1198-ban említette először oklevél Scentii alakban írva.
A település a kalocsai érsek birtoka volt, amely valószínűleg a tatárjárás alatt elnéptelenedett. 1325-ben az érsek a régóta lakatlan birtokot Becsei Imrének adta benépesítésre, hogy jobbágyokat telepítsen oda, s egyben átengedte a jobbágyok feletti ítélkezés jogát is.
Szentiván Borotával együtt szerepel az okiratokban. Temploma pedig Szent Iván tiszteletére épült, ezért azonosnak tartható a Borota melletti Szentiván faluval, melyet még 1396-ban is a kalocsai érsek birtokának írtak.

## Közélete

### Polgármesterei
- 1990–1994: Páncsics József (független)[4]
- 1994–1998: Pataricza Máté (független)[5]
- 1998–2002: Pataricza Máté Mátyás (független)[6]
- 2002–2006: Vörös Szilárd (független horvát kisebbségi)[7]
- 2006–2010: Vörös Szilárd (független)[8]
- 2010–2014: Vörös Szilárd (független)[9]
- 2014–2019: Vörös Szilárd (független)[10]
- 2019–2024: Vörös Szilárd (független)[11]
- 2024– : Vörös Szilárd (független)[1]

## Népesség
A település népességének változása:
| Lakosok száma | 1865 | 1849 | 1759 | 1726 | 1707 | 1708 | 1687 |
|               | 2013 | 2014 | 2018 | 2021 | 2022 | 2023 | 2024 |

A 2011-es népszámlálás során a lakosok 83,7%-a magyarnak, 2,2% cigánynak, 2,4% horvátnak, 1,9% németnek, 0,2% szerbnek mondta magát (16,2% nem nyilatkozott; a kettős identitások miatt a végösszeg nagyobb lehet 100%-nál). A vallási megoszlás a következő volt: római katolikus 62,6%, református 1,8%, evangélikus 0,3%, görögkatolikus 0,2%, felekezeten kívüli 6,3% (27,5% nem nyilatkozott).
2022-ben a lakosság 91,4%-a vallotta magát magyarnak, 2,3% horvátnak, 2,1% németnek, 1,7% cigánynak, 0,2% románnak, 0,2% szerbnek, 0,1-0,1% szlovénnek, ukránnak és szlováknak, 2,1% egyéb, nem hazai nemzetiségűnek (8,4% nem nyilatkozott; a kettős identitások miatt a végösszeg nagyobb lehet 100%-nál). Vallásuk szerint 44,9% volt római katolikus, 1,9% református, 0,2% evangélikus, 0,1% görög katolikus, 0,1% ortodox, 1,1% egyéb keresztény, 0,8% egyéb katolikus, 10,3% felekezeten kívüli (40,8% nem válaszolt).

## Nevezetességei

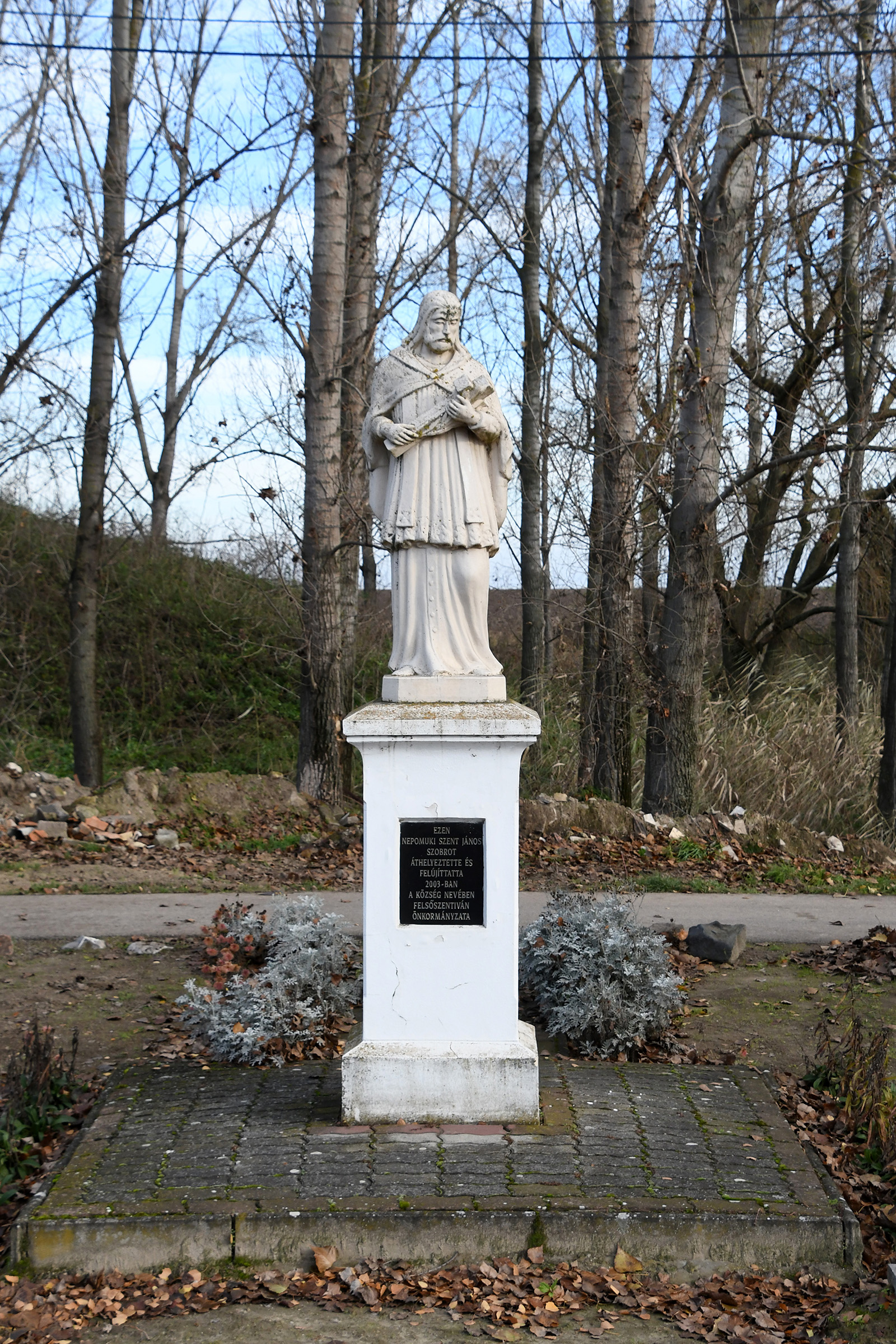
Nepomuki Szent János szobra a településen

A falu nevezetessége a Keresztelő Szent János-templom. Mellette egy kőkereszt áll, de további hat kőkereszt található a településen. Az utazók és a vízen járók védőszentjének, Nepomuki Szent Jánosnak a szobra a Szabadság út és a Fekete-csatorna találkozásánál áll.
Szabadban: Felsőszentiván település népszerű horgászparadicsom, a halastavakat a Bokod-Kígyós-csatorna táplálja.
Művelődési Házban: A Kísérleti Színpad 1977-ben alakult meg Felsőszentivánon Kalmár János vezetésével, aki az óta is a csoport irányítója, rendezője. Az elmúlt évtizedekben országosan ismertté vált az újra és újra megújuló, folyamatosan működő gyermekszínjátszó együttes. Megyei és országos arany oklevelek fémjelzik útjukat. Minden évben szerepelnek a Kecskeméti Ifjúsági Otthon színpadán az Országos Weöres Sándor Gyermekszínjátszó Találkozón Kecskeméten. Az elmúlt 30 év alatt sokan kipróbálhatták tehetségüket, fejleszthették kommunikációs és egyéb képességeiket a színpad gyakorlatain, ahol a legfontosabb a személyiség fejlesztése volt, amiből aztán előadások is születtek.
Születésnapjukat 2007. szeptember 22-én szervezték meg a hajdanvolt színjátszók a művelődési ház nagytermében, ami megtelt sok-sok színpadossal, s ezzel nagy örömet és meglepetést szereztek a csoport vezetőjének és egymásnak.
A templommal szemben található épületet pályázati pénzből faluházzá alakíttatta át a helyi önkormányzat. A Falumúzeum hétköznaponként 8 órától 16 óráig tart nyitva.
Itt található az ország egyetlen  működő  szélmalma.

## Híres emberek
- Itt született 1886-ban Faragó Pál sakkfeladványszerző nemzetközi mester, az 1936. évi sakkvégjáték olimpiai bajnoka.
- Itt született Bedcsula Tamás kalocsai kanonok, apát (1805–1864).